# Поле Бродмана 28

## Поле 28 у мавп
Поле Бродмана 28  структурний підрозділ кори головного мозку мавп , що визначений на основі цитоархітектоніки Корбініаном Бродманом, котрий вважав його розташування поруч з гіпокампом неточним, тому  у Бродмана в праці 1909 року це поле на малюнку кори головного мозку мавпи й розташоване в медіальній частині скроневої частки.

## Людина
У людському мозку це поле разом з дорзальним енторинальним полем 34 приблизно відповідають енторинальному полю (Бродман-1909).

### Функції
Функціонально енторинальна кора й її поля - поле  Бродмана 34 й поле Бродмана 28, функціонально належать до лімбічної системи й виконують функції, пов'язані з пам'яттю й асоціативними процесами. 
В 2014 році дослідники Джон О'Кіфі, Мей-Бріт Мозер і Едвард Мозер (англ. John O'Keefe, May-Britt Moser, Edvard Moser) отримали Нобелівську премію з фізіології за дослідження функції цієї ділянки. В 2005 році вони довели, що в мозку щурів гомологічна ділянка містить нейрональну карту найближчого навколишнього простору. 
Інша група дослідників виявила здатність клітин цієї зони розрізняти рух по годинниковій стрілці й проти неї, зокрема, досліджувались пацієнти під час комп'ютерних ігор. А подразнення цієї зони електродами покращувало асоціативну просторову орієнтацію в комп'ютерних іграх.

## Відмінні особливості (Бродман-1905)
Молекулярний шар (I) є надзвичайно широкий; зовнішній зернистий шар (II) містить гнізда мультиполярних клітин: зовнішній пірамідальний шар (III) містить середні пірамідні клітини , які зливаються з клітинами внутрішнього пірамідного шару (V); чітка безклітинна вільна зона являє собою підшар 5Б шару V; в мультиформний шар широкий і має два нечітко окреслених підшари; внутрішній зернистий шар (IV) повністю відсутній.